# PEST analiza
PEST analiza (akronim od reči politički, ekonomski, socio-kulturološki, tehnološki) opisuje okvir makroekonomskih faktora koji se koriste u istraživanju komponenata okruženja strateškog menadžmenta. To je deo eksterne analize pri sastavljanju strateške analize ili istraživanja tržišta, I daje pregled različitih makroekonomskih faktora koji se uzimaju u obzir. Predstavlja strateški alat za razumevanje tržišnog rasta ili opadanja, poslovne pozicije, potencijala i pravaca poslovanja.
Postoje sledeći varijeteti PEST analize: 
- PESTEL ili PESTLE na koju utiču pravni faktori i faktori iz okruženja. Popularna u Ujedinjenom Kraljevstvu[1]
- SLEPT uključuje pravnu komponentu
- STEPE uključuje ekološku komponentu[2]
- STEEPLE i STEEPLED uključuju etičke I demografske komponente
- DESTEP uključuje demografske I ekološke komponente
- SPELIT uključuje pravne I interkulturalne komponente. Popularne u SAD od sredine 2000-ih.[3]

Takođe postoji STEER koja uzima u obzir društvene, kulturne, tehnološke, ekonomske, ekološke I regulatorne faktore ali ne uključuje političke faktore.

## Sastav
Osnovna PEST analiza uključuje 4 faktora
- Politički faktori u osnovi predstavljaju intervencije vlade u ekonomiji.

Konkretno, politički faktori uključuju oblasti poreske politike, zakona o radu, ekološke zakone, trgovinska ograničenja, takse i političku stabilnost. Politički faktori mogu takođe za cilj imati uticaj na dobra i usluge koje država želi da obezbedi ili ograniči njihovo korišćenje. Štaviše, vlada ima veliki uticaj na zdravlje, obrazovanje I infrastrukturu nacije.
- Ekonomski faktori uključuju ekonomski rast, kamatne stope, devizni kurs, stope inflacije.

Ovi faktori u velikoj meri utiču na poslovanje firmi i odlučivanje. Na primer, kamatne stope utiču na trošak kapitala kompanije stoga I na rast razvoj posla. Devizni kurs utiče na troškove izvoza dobara, zalihe I cenu uvezenih dobara u ekonomiji.
- Društveni faktori uključuju kulturne aspekte, svest o zdravlju, stopu rasta populacije, starosnu raspodelu, stavove o karijeri, isticanje bezbednosti. Visoki trendovi društvenih faktora utiču na tražnju za proizvodima kompanije I na to kako kompanija posluje. Na primer, starija populacija obično predstavlja manju i manje voljnu radnu snagu (dakle povećavaju troškove rada). Takođe, kompanije mogu promeniti nekoliko strategija menadžmenta da bi se prilagodili društvenim trendovima izazvanih ovim faktorom (kao što je regrutovanje starijih radnika)
- Tehnološki faktori uključuju tehnološke aspekte kao što su aktivnosti istraživanja i razvoja, automatizacije, podsticaja tehnologije I stopu tehnološke promene. Ovo može odrediti barijere za ulazak, najmanji stepen efikasnosti proizvodnje i uticati na autsorsing. Štaviše, tehnološke promene mogu da utiču na troškove, kvalitet I vode do inovacija.

Proširujući analizu na PESTLE ili PESTEL uzimaju se u obzir:
- Pravni faktori uključuju zakone o diskriminaciji, zakon o potrošačima, antimonopolski zakon, zakon o zaposlenima I zakon o zdravlju I bezbednosti. Ovi faktori mogu uticati na poslovanje kompanije, njene troškove I tražnju za njenim proizvodima.
- Faktori okruženja uključuju ekološke I aspekte okruženja kao što su vremenske prilike, klima I klimatske promene koji mogu naročito uticati na industrije kao što su turizam, poljoprivreda I osiguranje. Štaviše, podsticanje svesti o potencijalnom uticaju klimatskih promena utiče na poslovanje kompanija, vrstu proizvoda koju nude kreirajući nova tržišta I uništavajući postojeća.

Drugi faktori ostalih varijanti analize su:
- Demografski faktori uključuju pol, godine, etničku pripadnost, poznavanje jezika, pokretljivost, imovinu, zaposlenost, religijska verovanja, kulturu I tradiciju, životni standard i visinu primanja.
- Regulatorni faktori uključuju zakonodavstvo I povezane regulative, međunarodne I nacionalne standarde, zakone lokalnih samouprava, mehanizme za praćenje i izvršavanje zakona.

Više faktora koji se koriste u SPELIT matrici moći uključuju:
- Interkulturalni faktore podrazumevaju saradnju na globalnom poretku.
- Drugi specijalizovani faktori spomenuti u desetom poglavlju SPELIT matrice moći uključuju etičko, obrazovno, fizičko, religijsko i bezbednosno okruženje.
- Bezbednosno okruženje može sadržati ličnu, kompanijsku i državnu bezbednost.
- Ostali faktori koji su povezani sa poslovanjem mogu biti uključeni u analizu okruženja podrazumevaju konkurenciju, demografske faktore, ekološke faktore, geografske faktore, istorijske faktore,organizacione faktore kao I vremenske (raspored).[5]

## Primenjenost faktora
Značaj faktora modela zavisi od industrije u kojoj kompanija posluje I od vrste dobara koje proizvodi. Na primer, potrošači B2B kompanije često su više pogođeni društvenim faktorima dok su kompanije koje se bave svetskom odbranom pod većim uticajem političkih faktora. Takođe se faktorima koji će se najverovatnije menjati u budućnosti u budućnosti ili im se pridaje veća pažnja. Na primer, kompanija koja ima velika zaduženja moraće da se fokusira više na ekonomske faktore (naročito na kamatne stope).
Štaviše, konglomeratima koji proizvode širok asortiman proizvoda(kao što su Sony, Disney,BP) više će značiti da analiziraju odeljenja pojedinačno PESTEL-ovim modelom, fokusirajući se na specifične faktore koji su relevantni za to odeljenje. Kompanija takođe može podeliti faktore po geografskom značaju, na lokalne, nacionalne i svetske.

## Upotreba PEST analize sa drugim modelima
Faktori PEST analize kombinovani sa spoljnim faktorima mikro-okruženja i unutrašnjim pokretačima mogu biti klasifikovani kao šanse i pretnje u SWOT analizi. Grafička metoda PEST analize pod nazivom PESTELWeb je razvijena u poslovnoj školi Henley u UK. Istraživanja su pokazala da korisnici smatraju PESTELWeb dijagrame logičnijim, racionalnijim i ubedljivijim od tradicionalne PEST analize.

## Spoljašnje veze
- PEST analysis method and examples[мртва веза], Businessballs.com
- PESTLE analysis factsheet Архивирано на веб-сајту  (16. децембар 2010), Chartered Institute of Personnel and Development (CIPD)
- PEST Analysis, discusses how a PEST analysis can help determine the risks and opportunities associated with entering a foreign market.